# Hodeng-Hodenger
Hodeng-Hodenger é uma comuna francesa na região administrativa da Normandia, no departamento de Sena Marítimo. Estende-se por uma área de 11,4 km². Em 2010 a comuna tinha 282 habitantes (densidade: 24,7 hab./km²).